# Симпсонови
Симпсонови (енгл. The Simpsons) америчка је анимирана комедија ситуације коју је створио Мет Грејнинг за Fox. Сатирични је приказ живота у САД, оличен у породици Симпсон, коју чине Хомер, Марџ, Барт, Лиса и Меги. Радња је смештена у измишљеном граду Спрингфилду и карикира друштво, западну културу, телевизију и начин живота.
Премијера је емитована 17. децембра 1989. године, а данас је најдуговечнија америчка анимирана серија. Дугометражни филм, Симпсонови на филму, приказан је 2007. Серија је такође изнедрила бројне серијале стрипова, видео-игре, књиге и друге сродне медије, као и читаву медијску франшизу у вредности од милијарду долара.
Симпсонови су добили изузетно позитивне рецензије критичара током својих првих сезона из 1990-их, које се сматрају „златним добом” ове серије. Данас су критике знатно негативније уочи пада квалитета. Time је прогласио Симпсонове за најбољу серију из 20. века. У јануару 2000. породица Симпсон је добила своју звезду на Холивудској стази славних. Серија је добила мноштво награда и признања, међу којима су и Еми за програм у ударном термину, Ени и Пибоди. Хомерова узречица „доу!” је ушла у речник енглеског језика, а Симпсонови су утицали на покретање нових анимираних серија намењених одраслима.

## Настанак
Грејнинг је идеју за Симпсонове добио у ходнику канцеларије Џејмса Брукса. Брукс га је позвао на договор о стварању кратке анимиране серије, а Грејнинг је дошао с идејом да представи свој стрип „Живот у паклу“ (енгл. Life in Hell). Када је схватио да би анимирање његовог стрипа захтевало да се одрекне ауторског права над својим животним делом, Грејнинг је одлучио да крене у другом смеру. На брзину је скицирао своју верзију дисфункционалне породице. Ликове је обликовао по члановима властите породице, заменивши своје име са „Барт“.
Симпсонови су се први пут појавили у низу кратких анимираних филмова у емисији „Трејси Улман шоу“, а прва епизода „Лаку ноћ“ емитована је 19. априла. 1987. Породица је била прилично грубо нацртана будући да је Грејнинг аниматорима предао само скице верујући да ће их они дорадити, међутим, аниматори су те скице само прецртали.
Симпсонови су 1989. прилагођени у низ получасовних епизода за ТВ кућу Фокс. Прва емитована епизода била је „Simpsons Roasting on an Open Fire“ уместо планиране прве епизоде „Баш зачарано вече“. Та је епизода морала бити поновно нацртана након што су аутори уочили лош квалитет анимације и била је емитована као последња епизода прве сезоне. Симпсонови је била прва Фоксова серија која је доспела међу тридесет најгледанијих у сезони. Трејси Улман поднела је тужбу против Фокса, тврдећи да је њена емисија разлог успеха Симпсонових и да јој стога следује део зараде серије. Случај је на крају завршен у корист ТВ куће.
Серија је од самог почетка изазивала контроверзу - Барт Симпсон је био бунтовник и често се извлачио без последица, што је довело до тога да га нека родитељска удружења и конзервативни гласноговорници сматрају лошим узором деци. Џорџ Х. В. Буш је једном приликом рекао: „Наставићемо да се трудимо да оснажимо америчку породицу. Да учинимо да буде више налик породици Волтон, а мање породици Симпсон“. Мајице са ликовима из серије, као и друга роба са Симпсонима као заштитним знаком су забрањени у неким школама у појединим деловима Сједињених Држава. Међутим, производи су се и даље одлично продавали. У првих 14 месеци продаје укупна зарада широм света је износила око две милијарде долара.

## O серији

### Теме
Серија редовно изругује и подвргава сатири особе из света забаве. Кловн Красти је омиљен међу децом Спрингфилда, међутим, ван сцене он је циничан и огорчен човек лошег здравља због дугогодишњих лоших навика: дроге, алкохола као и коцке. Подржаће и рекламирати било који производ ако му се понуди довољна свота новца. Кент Брокман је егоистични, размажени водитељ вести који не поштује новинарску етику. Чак се и Руперт Мердок, чије корпоративно царство укључује и ТВ кућу Фокс која је прва почела да емитује Симпсонове, појавио у неколико епизода серије. Исмевање ТВ куће Фокс је чак постало стална шала у серији.
„Симпсонови“ су се током година бавили и политичком сатиром, често приказујући бивше и актуелне председнике САД, али и друге светске вође. Неки од примера су: Џорџ Х. В. Буш, приказан као Хомеров заклети непријатељ у епизоди „Два лоша суседа“, Ал Гор је исмеван због своје, у серији, баналне личности, а Уједињене нације често су приказане као неспособна организација.
Серију су прихватили многи социјални конзервативци зато што су Симпсонови, за разлику од других, модернијих породица из ТВ серија, ипак традиционална породица. Сценаристи су се поигравали могућностима ванбрачних авантура, али на крају увек још више учвршћује Хомеров и Марџин брак. Конзервативни и евангелички хришћани такође су истакли и улогу Неда Фландерса као узор преданог хришћанина који је понекад исмеван, али упркос сталним Хомеровим провокацијама не одступа од свог начина живота.
Ипак, постоје и многе епизоде које социјални конзервативци и не одобравају толико; на пример, у епизоди „Хомерова фобија“, Хомер побеђује хомофобију и спријатељује се с хомосексуалцем, а у епизоди „Има нешто у женидби“ промовише прихваћање геј бракова. Лиса Симпсон, најинтелигентнији члан породице Симпсон, приказана је као велики либерал.

### Радња
Формат радње Симпсона током година се донекле променио. Лик или група ликова обично су смештени у неку проблематичну ситуацију коју морају да реше или да науче да је прихвате. У почетку су те ситуације биле прилично једноставне, реалне друштвене ситуације с реалистичним расплетима, веома сличне осталим ТВ серијама. На пример, у једној од епизода прве сезоне Барта туче школски насилник и он мора да научи да се брани. С временом су заплети постајали све необичнији и често све мање реалистични.
Како је серија напредовала, осим све мањег реализма, постало је уобичајено да узрок неког догађаја у главној радњи долази из релативно неповезаног уводног дела. На пример, у епизоди „Ураган Неди“, цели се уводни део бави ураганом који је погодио Спрингфилд по сценарију сличном ономе из филма Твистер; тада сазнајемо само да је уништена кућа Неда Фландерса, а затим креће главна радња у којој Фландерс доживљава нервни слом.
Серија понекад користи још једну структуру заплета. Такве епизоде се састоје од три кратке приче, често са широм причом која повезује мање. Обично се користи за епизоде пред или током празника Ноћи вештица, али и у обичним епизодама; типична је за пародирање старих прича у којима су главни ликови Симпсонови.
Радње многих епизода фокусиране су на само један лик или на везу између два лика. Те се радње често развијају из одређених схема: Хомер добија нови посао или покушава да се на брзину обогати; Марџ покушава побећи из монотоније свакодневних послова домаћице тражећи посао или бавећи се новим хобијем; Барт проузрокује велики проблем и покушава да поправи ситуацију, заташка цели догађај или га потпуно игнорише; Лиса прихвата и спроводи циљеве неке одређене групе или заједнице. Епизоде се понекад баве и проблемима споредних ликова који се обично решавају уз помоћ неког од чланова породице Симпсон.
Кад се радња бави целом породицом, они обично одлазе на одмор. То се догађало довољно често да реченица коју Хомер тада обично изговори постане једна од познатих пародија саме серије: „Симпсонови сада иду (где већ иду)!“ Са свим путовањима на којима су били, Симпсонови су посетили све континенте. Последњи континент који су посетили је Антарктик и то у 19. епизоди 23. сезоне.
У неким епизодама пратимо две паралелне радње као у епизоди „Sunday, Cruddy Sunday“ која прати Хомеров и Бартов пут на шампионат америчког фудбала, а уз то и Марџино и Лисино досађивање код куће.

#### Место и време радње
Радња се одвија у измишљеном америчком граду Спрингфилду. Савезна држава у којој се град налази никад није именована, а намера аутора никад ни није била да град постоји у некој одређеној држави. Упркос томе, обожаватељи су покушавали да одреде локацију Спрингфилда користећи се карактеристикама града, околним рељефом и знамењима као траговима. Као реакција на то, сценаристи су намерно доводили у заблуду гледаоце у погледу савезне државе у којој је смештен Спрингфилд и по тим назнакама Спрингфилд се могао налазити у готово свакој америчкој савезној држави. Мет Грејнинг је изјавио да Спрингфилд има много заједничког с Портландом у Орегону, градом у којем је он одрастао, а име „Спрингфилд“ изабрано је зато што је то често име америчких градова, које се појављује у више од тридесет савезних држава. Рељеф Спрингфилда и околине веома је „прилагодљив“ па тако постоје обале мора, пустиње, високе планине, или било који други рељефни облик који је неопходан за радњу епизоде или шалу.
Време радње неке епизоде смештено је у годину у којој је та епизода написана, а културне референце се мењају како време пролази. У Симпсоновима нико не стари и мало ствари, ако ишта, се мења. Све оно што се догодило у некој епизоди до краја исте се углавном враћа у претходно стање како би се одржао статус кво. Примери промена су када неки лик погине, нпр. Мод (Недова жена), рабин Химан (Крастијев отац) или Една (Бартова учитељица).

## Ликови

### Главни ликови
Хомер Симпсон је запослен у Спрингфилдској нуклеарној електрани и приглуп је, али ипак брижан супруг и отац. Марџ Симпсон је углавном типична америчка домаћица и мајка која жели узбудљивији живот. Барт Симпсон је десетогодишњи дечак који редовно упада у невоље, а себе сматра бунтовником. Лиса Симпсон је веома интелигентна осмогодишњакиња и средње дете у породици која је либерална активисткиња и воли да свира саксофон. Меги Симпсон је беба која се изражава једино гестикулацијом и сисањем цуцле варалице. Породица има пса (Деда мразов мали помоћник) и мачку (Пахуљица бр. 2), а уз то је имала и неколико других љубимаца који су се појавили свега једном или двапут само за потребе радње неке епизоде.

### Споредни ликови
У серији постоје многи луцкасти споредни ликови који укључују колеге са посла, учитеље, породичне пријатеље, даљњу родбину и локалне познате особе. У оригиналу су многи од тих ликова планирани као једнократне шале или како би испунили неку одређену функцију у граду; многи од њих добили су веће и важније улоге, а неки од споредних ликова имају чак и „своје“ епизоде

## Продукција

### Извршни продуценти
- 1 - 2. сезона: Мет Грејнинг, Џејмс Л. Брукс и Сем Сајмон
- 3 - 4. сезона: Ал Џин и Мајк Рис
- 5 - 6. сезона: Дејвид Миркин
- 7 - 8. сезона: Бил Оукли и Џош Вајнстин
- 9 - 12. сезона: Мајк Скали
- 13 - 31. сезона: Ал Џин
- 32. сезона до данас: Ал Џин и Мет Селман

Грејнинг, Брукс и Сајмон били су у почетку извршни продуценти серије а сада делују као креативни саветници. Захтевније радно место на серији познато је као шоуранер, а ради се о особи која је главни сценариста серије и задужена је за све аспекте продукције серије кроз целу сезону. На одјавној шпици серије шоуранери су наведени као извршни продуценти. Они често остају на серији и по неколико сезона, али обично своје планове успевају остварити и у само једној сезони. Од 32. сезоне шоуранери серије су Ал Џин и Мет Селман.

### Гласови
Шест је главних глумаца који своје гласове дају ликовима из Симпсона. Тако нпр. Дан Кастеланета даје глас Хомеру Симпсону, његовом оцу Абрахаму Симпсону, кловну Крастију и многим другим ликовима. Џули Кавнер даје глас Марџ Симпсон и њеним сестрама Пати и Селми. Она такође повремено, али ретко позајмљује глас и другим ликовима који се у серији појаве само једном. Позната је и по томе што је одбила да изведе имитацију Марџиног гласа у јавности како би одржала тајновитост лика. Ненси Картрајт даје глас Барту Симпсону и другим ученицима спрингфилдске основне школе. Јардли Смит посуђује глас Лиси Симпсон и једино она даје глас само једном лику, иако и она повремено даје гласове ликовима који се у серији појављују само једном. Два главна глумца која не позајмљују гласове ни једном члану насловне породице дају гласове већини грађана Спрингфилда. Тако Ханк Азарија глас позајмљује Моу, шефу полиције Вигаму и Апуу док Хари Ширер даје глас господину Бернсу, Смитерсу, директору Скинеру, Неду Фландерсу, доктору Хиберту и многим другима.
Заједно с главним глумцима, гласове ликовима редовно позајмљују и Памела Хејден, Трес Макнил, Марша Волас, Меги Розвел и Раси Тејлор. Од 1999. до 2002. због свађе око плате с мрежом Фокс ликовима Меги Розвел глас је давала Марша Мицман Гавен. Карл Видергот је такође дао глас многим споредним ликовима. „Посебни гости“ који се често враћају у серију и дају гласове ликовима су, између осталог, Алберт Брукс, Фил Хартман, Џон Ловиц, Џејн Кацмарек, Јан Хукс, Џо Мантења и Келси Грамер.

### Сценарио
Екипа сценариста која ради на серији дели сезону на два дела. За сваку половину сезоне напише се отприлике 16 прича од којих затим сценаристи изаберу и разрађују 12 сценарија. Серија врло ретко коментарише актуелне догађаје будући да продукција једне епизоде траје шест месеци, мада се понекад бави предвиђеним догађајима као што су Олимпијске игре или различита светска првенства.
Завршна обрада сценарија одвија се на групним разрадама сценарија. Тада сценаристи могу додати или избацити поједине шале, додати нове сцене те чути главне глумце како читају свој текст. Вођа те групе је Џорџ Мајер који на серији ради још од њених почетака. Дугогодишњи сценариста серије Џон Вити је објаснио да, иако се њему приписује заслуга за сценарије појединих епизода, најбоље цитате и дијалоге обично смишља Џорџе Мајер.
Сценариста с највише написаних епизода је Џон Шварцвелдер који је лично написао 60 епизода. Сценариста серије био је и Конан О'Брајан који је написао четири сценарија пре него што је постао водитељ емисије „Касно вече са Конаном О'Брајаном“ која се емитује на NBC-у. Енглески комичар Рики Џервејс једина је славна особа која је написала сценарио за неку од епизода, иако су епизоде писали и други гостујући сценаристи као на пример Спајк Феристен, један од сценариста Сајнфелдa.

### Емитовање
У САД серија се емитује на мрежи Фокс. До сада је серија приказана у већини земаља. У БиХ се емитовала преко ТВ Хајат, у Хрватској на ХРТ-у, а у Србији на ТВ Пинку (прво приказивање је било од 13. марта 2000. до марта 2004. године, друго приказивање је било током 2008. године), мада је најпре приказивана још 1992. године на каналу РТС 2. Касније је била приказивана и на ТВ Авала током 2010. године, а и данас се свакодневно приказује на српској локализацији америчког Фокса.

## Заштитни знакови

### Уводна шпица
Уводна шпица Симпсона један је од најупечатљивијих заштитних знакова серије. Готова свака епизода започиње приближавањем камере Спрингфилду кроз велики натпис с именом серије. Затим следимо чланове породице на њиховом путу кући. Након уласка у кућу они се смештају на кауч испред телевизора. Музику за уводну шпицу компоновао је Дани Елфман 1989. након што га је Грејнинг замолио да постигне „ретро“ звук.
Један од јединствених аспеката уводне шпице серије је неколико њених делова који се мењају од епизоде до епизоде. Барт обично сваки пут пише нешто друго на школској плочи. Лиса понекад свира неку другу мелодију на свом саксофону а улазак породице у дневну собу и смештање на кауч сваки пут је другачије. Ово је понекад и једини део уводне шпице које „преживи“ процес скраћивања у неким дужим епизодама.

### Гегови и фразе
У серијалу постоје многи гегови од којих су неки током емитовања серије и „пензионисани“. Симпсонови главнину популарности дугују репликама и фразама ликова у серији. Те фразе, између осталога, укључују и познати Хомеров узвик „D'oh!“, „Eeeeeeexcellent...“ („Ооооодлично...“) господина Бернса и „Ха-ха!“ Нелсона Манца. Занимљив се феномен догодио с Бартовим фразама. Његови заштитни знакови „Ay, caramba!“ и „Eat my shorts!“ („Изе'ш ми гаће!“) појавили су се на мајицама још у почетку емитовања серије; међутим, друга је фраза била ретко коришћена у серији све док је нису популаризовали производи везани за серију.
Серија је позната и по геговима са знаковима и геговима смрзнутог екрана. Гегови са знаковима су у серији знакови с текстом који звуче смешно. Такви се гегови често појављују код назива различитих продавница, али и на натписима испред школе и цркве. Гегови смрзнутог екрана су они који су прекратки да би се могли видети уобичајеним гледањем серије, али видљиви су ако се снимак епизоде заустави у одређеном тренутку.

### Епизоде за Ноћ вештица
Традиција серије постале су епизоде за Ноћ вештица. Епизодом „Treehouse of Horror“ започела је традиција од три одвојене и неповезане приче у свакој епизоди за Ноћ вештица. У тим се причама насловна породица обично нађе у неком застрашујућем, научно-фантастичном или неприродном окружењу, а тим епизодама обично се пародира или одаје почаст славним филмским остварењима из тих жанрова.

## Реакције критике и достигнућа

### Награде
Симпсонови су од почетка емитовања освојили десетине награда, укључујући и 23 Емија, 22 награде Ени и награду Пибоди. Симпсонови су 14. јануара 2000. добили своју звезду на холивудском Булевару славних. Часопис Тајм је 1998. у броју о највећим успесима у уметности и забави у 20. веку прогласио Симпсонове најбољом телевизијском серијом века. У истом се броју Барт Симпсон нашао на списку 100 најутицајнијих људи 20. века. Био је то једини имагинарни лик на листи.

### Дужина приказивања
Симпсонови су 9. фебруара 1997. епизодом „The Itchy & Scratchy & Poochie Show“ постали најдуже емитована анимирана ТВ-серија која се приказује у ударном вечерњем термину, заменивши на том месту Породицу Кременко. Године 2004. Симпсонови постају серија (били играна, било анимирана) са најдужим стажом емитовања у САД, надмашивши тако серију Авантуре Озија и Харијет (1952 — 1966). У октобру 2004. анимирана серија Скуби Ду накратко преузима од Симпсонових примат у броју емитованих епизода. У априлу 2005. Скуби Ду поново се прекида са укупно 371 епизодом, а Симпсонови су до краја приказивања седамнаесте сезоне „скупили“ 378 епизода.
Године 2007. Симпсонови су обележили двадесетогодишњицу приказивања. Завршетком 21. сезоне емитовања (2009 — 2010), Симпсонови су престигли серију „У диму барута“ која је била емитована пуних 20 сезона; међутим, укупни број епизода серије „У диму барута“ је 635, много више од укупног броја емитованих епизода Симпсонових који би, уз досадашњи темпо емитовања, тај број могли достићи тек у 29. сезони.
Симпсонови држе и још три рекорда. Будући да су, у техничком смислу, настали из емисије Трејси Улман шоу, најдуже су емитовани амерички спин оф. Такође, серијал има најдуже непромењену уводну сцену; иако уводна „шпица“ сваке епизоде садржи неке другачије елементе и током година је скраћивана, основна тема и уводна музика нису се мењали. Најдуже је емитована серија без значајније промене глумачке екипе или додавања/избацивања главних ликова.
И док су Симпсонови америчка серија с највише епизода, неке неамеричке анимиране серије имале су више епизода или су дуже трајале, попут јапанских серијала Змајева кугла, Доремон и Покемони, које имају и преко 600 епизода.

## Филм
Симпсонови на филму (енгл. The Simpsons Movie), анимирани филм у САД премијерно приказан 21. јула 2007. док је у Србији премијера уследила четири дана касније. У филму се појављују неколико познатих личности из стварног света, пре свих Том Хенкс и Вуди Ален, као и група Грин Деј која је снимила насловну нумеру. Такође у филму има и доста пародија на остале филмове (Титаник, Звездани ратови, Спајдермен и др.). Само првог дана у Америци филм је зарадио 30 милиона долара, док је у току прве недеље приказивања инкасирано 74 милиона. Широм света, филм је донео укупну зараду од преко 527 милиона долара.

## Стрип серијал
Симпсонови (стрип серијал) је био дугогодишњи месечни стрип серијал базиран на анимираној серији Симпсонови. Почео је са првим бројем у новембру 1993. године и током година издато је преко двеста издања. Креатори серијала, Бонго Комикс, проширили су га широм света у земљама као што су Аустралија, Француска, Немачка, Србија и Уједињено Краљевство. Последњи број је изашао у октобру 2018. године.
У Србији је стрип излазио под окриљем компаније "Новости". Први број "Запањујући Хомер колос!" је изашао 15. новембра 2007. године. Код нас је укупно изашло 24 броја, а последњи број "Марџ напада" је изашао 15. октобра 2009. године.